# 福島區
福島區（日语：／ Fukushima ku */?）是大阪市的24個行政區之一；位於淀川與堂島川之間，

## 歷史
福島區過去為淀川舊河道的出海口，為大量河砂堆積而成的三角洲區域，此地有大量分支河川及被稱為「難波八十島」的小島，也因此現今在此有許多地名還留有「島」字，福島即為其中一座島嶼。傳說此地最早名稱為「惡鬼島」，在10世紀菅原道真被流放到九州大宰府時經過此地才開始將此稱為「福島」。
鎌倉時代此地設有「福島莊」的莊園，戰國時代末期，1570年織田信長在此與三好家發生野田城、福島城之戰，1614年的大坂冬之陣初期也曾在此發生野田福島之戰。
江戶時代在此設有上福島村、下福島村、野田村、浦江村、海老江村，並在1620年以後成為幕府直轄領。也由於河川遍布，許多藩在此設有兼具倉庫功能的藏屋敷，在現在的福島1丁目、2丁目地區曾設有松山藩、備後福山藩、人吉藩、臼杵藩、越後長岡藩、廣島藩、尾張藩、久保田藩、延岡藩、中津藩、富山藩、壬生藩之藏屋敷。在當時許多進出大阪的船隻都在此裝卸貨，也使得本地因船運而繁榮。
明治維新後開始興建各種工廠，並帶動發展出許多中小企業，Panasonic的前身「松下電器産業」也在此時期創業於此地。
1889年實施町村制時，現在的福島區範圍在當時分屬西成郡上福島村、下福島村、野田村、鷺洲村4個行政區劃；1897年上福島村、下福島村和野田村被併入大阪市，最初劃入北區，1925年被改劃入新設立的此花區，同年已由鷺洲村改制而成鷺洲町也被併入大阪市，劃入新設的西淀川區。直到1943年，這些區域才被合併劃出新設立為福島區。
二次大戰後，由於公害問題，工廠逐漸搬出，空出的土地則被開發為住宅區和商業區；現在的福島區內大部分地區都為住宅區，主要商業區集中在野田車站和阪神野田車站周邊。

## 交通

福島區。

### 鐵路
西日本旅客鐵道
- 大阪環狀線：福島站 - 野田站
- JR東西線：新福島站 - 海老江站

阪神電氣鐵道
- 本線：福島站 - 野田站 - 淀川站

大阪市高速電氣軌道（大阪地下鐵）
- 千日前線：野田阪神站 - 玉川站

### 公路
- 阪神高速3號神戶線：海老江出入口
- 阪神高速11號池田線：福島出入口
- 阪神高速2號淀川左岸線：大開出入口（日语：大開出入口） - 海老江系統交流道

## 觀光資源
- 逆櫓之松遺跡
- 福泽谕吉誕生地
- 野田城遺跡
- 神社仏閣
- 松下幸之助創業紀念碑

## 教育
| 高中 - 大阪府立西野田工科高等學校 中學 - 大阪市立八阪中學校 - 大阪市立下福島中學校 - 大阪市立野田中學校 | 小學 - 大阪市立福島小學校 - 大阪市立玉川小學校 - 大阪市立野田小學校 - 大阪市立吉野小學校 - 大阪市立大開小學校 - 大阪市立鷺洲小學校 - 大阪市立海老江東小學校 - 大阪市立海老江西小學校 - 大阪市立上福島小學校 |

## 本地出身之名人
- 福泽谕吉：日本近代啟蒙思想家、教育家
- 巽樹理：女子花樣游泳運動員
- 柚希禮音：舞台劇演員

## 外部連結
- （日語） 福島區公所的Facebook專頁
- （日語） 福島區公所的X（前Twitter）